# Barend Christiaan van Calker
Barend Christiaan van Calker (Kampen, 6 november 1738 - Zeist, 20 mei 1813) was een Nederlandse medailleur.

## Leven en werk
Van Calker was meester-stempelsnijder en medailleur. In 1764 vestigde hij zich in Zeist. Hij was lid van het beheerscollege van de Evangelische Broedergemeente en woonde in een huis van de hernhutters vlak bij Slot Zeist.
Op zijn visitekaartje vermeldde hij zichzelf als Barend Chr. van Calker, Medailleur enzv. Wapensnijder in steen, staal, zilver en goud te Zeist.

## Enkele werken
- Geboortemedaille van prins Willem Frederik van Oranje (1772)
- Zilveren prijspenning van het Provinciaal Utrechtsch Genootschap van Kunsten en Wetenschappen (1773)
- Prijspenning (1774) en zegel (1776) voor de Maatschappij der Nederlandse Letterkunde in Leiden
- Jubileummedaille 200 jaar Universiteit Leiden (1775)
- Prijspenning Zeeuws Genootschap der Wetenschappen (1779)[3]
- Penning van het college der veertigen te Emden (1795)